# Liste von Seen in Ruanda
Diese Liste von Seen in Ruanda umfasst natürliche und künstliche Seen, die sich innerhalb von oder zum Teil in Ruanda befinden.
Die Binnengewässer Ruandas haben eine Gesamtfläche von etwa 1670 km². Der größte See ist der Kiwusee. Er liegt im Ostafrikanischen Grabenbruch in der Westprovinz auf der Grenze zur Demokratischen Republik Kongo und hat eine Länge von etwa 100 km, Breite von 50 km und Tiefe von 480 m. Durch vulkanische Quellen im Untergrund steigen die Temperaturen im See mit zunehmender Tiefe und das Tiefenwasser enthält große Mengen an Kohlendioxid und Methan. Bei einem Gasausbruch wie am Nyos-See wäre das Leben von rund zwei Millionen Menschen, die in der näheren Umgebung des Sees leben, bedroht. Das Methan wird jedoch auch im Kraftwerk KivuWatt für die Energieversorgung genutzt.
Nordöstlich des Kiwusees liegen die Virunga-Vulkane. Die Gipfel der Vulkane Visoke und Muhabura weisen jeweils einen Kratersee auf. Östlich der Vulkane nahe der Grenze zu Uganda liegen in der Nordprovinz die beiden Zwillingsseen Burera und Ruhondo.
In der Ostprovinz finden sich die meisten Seen Ruandas. Nordöstlich der Hauptstadt Kigali liegt der Muhazi-See, ein wichtiger Stausee.
Südöstlich von Kigali mäandert der Nyabarongo nach Südosten durch einen Sumpfkomplex mit einer Gruppe von Seen. Auf der Westseite des Flusses liegen diese im Distrikt Bugesera (von Norden nach Süden Gashanga-, Kidogo-, Rumira-, Mirayi-, Kilimbi- und Gaharwa-See), während auf der Ostseite der Distrikt Ngoma und nördlich daran der Distrikt Rwamagana angrenzt. Der größte See in der Gruppe ist der Mugesera-See auf der Ostseite des Nyabarongo, die kleineren haben während der Trockenzeiten Wasserflächen von einigen hundert Hektar. Während der zweimal jährlich auftretenden Regenzeiten steigt der Wasserstand der Seen um ein bis zwei Meter. Die Wassertemperaturen liegen bei etwa 24 bis 26 °C und die Sichttiefen bei 80 bis 90 cm. Sie sind während der Regenzeiten am geringsten.
Der Nyabarongo mündet im Süden in den Rugwero-See. Dieser befindet sich an der Südgrenze der Ostprovinz Ruandas zu Burundi wie auch westlich davon der Cyohoha-See. Der etwas größere Anteil beider Seen gehört jeweils zu Burundi. Vom Rugwero-See aus fließt der Kagera-Nil nach Osten ab entlang der Grenze von Ruanda und Burundi bzw. Ruanda und Tansania in Richtung der Rusumo Falls und von dort weiter die Landesgrenze entlang gen Norden. Dort liegt das Nasho-Becken mit einer weiteren Gruppe von Seen, die sich zum Großteil innerhalb des Akagera-Nationalparks befinden. Der größte dieser und zugleich zweitgrößter See Ruandas ist der Ihema-See.

## Liste
| Name               | Provinz (Distrikte) / Nachbarland | Koordinaten (WGS-84) | Fläche [km²] | Höhe [m]     | Max. (mittlere) Tiefe [m] | Anmerkungen | Bild |
| ------------------ | --------------------------------- | -------------------- | ------------ | ------------ | ------------------------- | --- | --- |
| Birira-See         | Ostprovinz (Ngoma)                | -2,1750°N, 30,2947°O | 5,4 km²      | 1350 m       | 6,5 m (6,0 m)             | östlich des Nyabarongo im Sektor Rukumberi | weitere Bilder |
| Birengero-See      | Ostprovinz (Kayonza)              | -1,8126°N, 30,7492°O |              |              |                           | im Akagera-Nationalpark im Mwiri-Sektor nordwestlich des größeren Ihema-Sees | weitere Bilder |
| Burera-See         | Nordprovinz (Burera)              | -1,45°N, 29,78°O     | 51,8 km²     | 1862 m       | 173 m                     | Der im gleichnamigen Distrikt gelegene See ist einer der am höchsten gelegenen Ruandas und hat eine Länge von 12 km und Breite von 8 km. Die maximale Tiefe liegt bei 173 m. Die Wassertemperatur liegt im Mittel bei 21,1 °C. | weitere Bilder |
| Cyambwe-See        | Ostprovinz                        | -2,04°N, 30,767°O    |              | 1290 m       | 6,7 m                     | im Nasho-Becken südlich des Akagera-Nationalparks | Cyambwe-See (Mitte) sowie Nasho- (links) und Mpanga-See (rechts) und der Kagera-Nil                                              |
| Cyohoha-See Nord   | Ostprovinz (Bugesera)             | -2,239°N, 30,112°O   | 0,56 km²     |              |                           | Die Wasserfläche ist seit Anfang 2000 stark zurückgegangen. Der See liegt im Einzugsgebiet des Akanyaru. | Cyohoha-See (Nord) |
| Cyohoha-See Süd    | Ostprovinz / Burundi              | -2,433°N, 30,1°O     | 64 km²       |              |                           | etwa 17,5 km² des Sees befinden sich in Ruanda, der Rest in Burundi | weitere Bilder |
| Gaharwa-See        | Ostprovinz (Bugesera)             | -2,2689°N, 30,2827°O | 2,3 km²      |              | (2,0 m)                   | westlich des Nyabarongo; die Nordseite des Sees gehört zum Sektor Gashora, während die Südseite im Sektor Rweru liegt | Kirimibi-See (links) und Gaharwa-See (rechts)                                                                                    |
| Gashanga-See       | Ostprovinz (Bugesera)             | -2,1452°N, 30,2396°O | 2,3 km²      |              | (3,0 m)                   | | Gashanga-See |
| Gishanju-See       | Ostprovinz                        | -1,6136°N, 30,7150°O |              |              |                           | im Akagera-Nationalpark nördlich des größeren Hago-Sees | Bild gesucht |
| Hago-See           | Ostprovinz (Kayonza)              | -1,675°N, 30,724°O   | 16,1 km²     |              | 5,8 m (4,5 m)             | im Akagera-Nationalpark im Sektor Murundi | Bild gesucht |
| Ihema-See          | Ostprovinz (Kayonza)              | -1,883°N, 30,767°O   | 90 km²       | 1290 m       | 7 m                       | im Akagera-Nationalpark | weitere Bilder |
| Kamudeberi-See     | Ostprovinz (Bugesera)             | 2,2310°S, 30,0243°O  |              | 1371 m       |                           | | Bild gesucht |
| Karago-See         | Westprovinz (Nyabihu)             | -1.6302°N, 29.5139°O | 0,3 km²      | über 2.300 m |                           | im gleichnamigen Sektor Karago gelegen; weitere kleine Seen befinden sich im Nord- und Südosten | Bild gesucht |
| Kidogo-See         | Ostprovinz (Bugesera)             | -2,1694°N, 30.2273°O | 2,2 km²      |              | (3,0 m)                   | westlich des Nyabarongo im Sektor Rilima | Kidogo-See im Februar 2003 mit dem Gashanga-See im Nordosten, dem Rumira-See im Südosten und dem Nyabarongo im Osten             |
| Kilimbi-See        | Ostprovinz (Bugesera)             | -2,2568°N, 30,2743°O | 3,4 km²      |              | (2,5 m)                   | westlich des Nyabarongo im Sektor Gashora | Kilimibi-See (links) und Gaharwa-See (rechts)                                                                                    |
| Kivumba-See        | Ostprovinz                        | -1,7160°N, 30,7582°O | 8,7 km²      |              | 5,6 m (4,2 m)             | im Akagera-Nationalpark südöstlich des größeren Hago-Sees | Bild gesucht |
| Kiwusee            | Westprovinz / D. R. Kongo         | -1,796°N, 29,161°O   | 2401 km²     |              | 480 m                     | Die Grenze zur Demokratischen Republik Kongo verläuft durch den See. In diesem befinden sich 68 Inseln, wovon die meisten kleineren in Ruanda liegen. Die größte Insel Idjiwi gehört jedoch zur Demokratischen Republik Kongo. | weitere Bilder |
| Mihindi-See        | Ostprovinz (Gatsibo)              | -1,5194°N, 30,7223°O | 10,9 km²     |              | 6,8 m (4,4 m)             | im Akagera-Nationalpark im Sektor Rwimbogo | weitere Bilder |
| Mirayi-See         | Ostprovinz (Bugesera)             | -2,2260°N, 30,2503°O | 2,3 km²      |              | (3,5 m)                   | westlich des Nyabarongo im Sektor Gashora | Mirayi-See aufgenommen im Februar 2003 mit dem Rumira-See im Norden, dem Nyabarongo im Nordosten und dem Kilimbi-See im Südosten |
| Mpanga-See         | Ostprovinz (Kirehe)               | -2,046°N, 30,812°O   | 9,5 km²      |              | 7,0 m (5,2 m)             | im Nasho-Becken | Mpanga-See (rechts) sowie Cyambwe- (Mitte) und Nasho-See (links) und der Kagera-Nil                                              |
| Mugesera-See       | Ostprovinz                        | -2,116°N, 30,305°O   |              | 1400 m       | 4 m                       | | Bild gesucht |
| Muhabura-Kratersee | Nordprovinz (Burera) / Uganda     | -1,3828°N, 29,6778°O |              | 4127 m       |                           | Kratersee auf dem Gipfel des Virunga-Vulkans Muhabura im Sektor Gahunga an der Grenze zu Uganda | Bild gesucht |
| Muhazi-See         | Nordprovinz, Ostprovinz, Kigali   | -1,85°N, 30,4°O      | 34,1 km²     | 1445 m       | 12 m                      | Stausee | weitere Bilder |
| Murambi-See        | Ostprovinz                        | -1,7910°N, 30,7657°O |              |              |                           | im Akagera-Nationalpark zwischen Birengero- und Murambya-See | Bild gesucht |
| Murambya-See       | Ostprovinz                        | -1,7740°N, 30,7698°O |              |              |                           | im Akagera-Nationalpark nordöstlich des Murambi-Sees | Bild gesucht |
| Nasho-See          | Ostprovinz (Kayonza)              | -2,044°N, 30,732°O   |              | 1300 m       | 6,3 m                     | im Nasho-Becken | Nasho-See (links) sowie Cyambwe- (Mitte) und Mpanga-See (rechts) und der Kagera-Nil                                              |
| Rugwero-See        | Ostprovinz                        | -2,40°N, 30,32°O     |              |              |                           | auf der Grenze von Ruanda und Burundi nahe dem Dreiländereck mit Tansania | weitere Bilder |
| Ruhondo-See        | Nordprovinz                       | -1,517°N, 29,739°O   | 28 km²       | 1764 m       | 68 m                      | | weitere Bilder |
| Rumira-See         | Ostprovinz (Bugesera)             | -2,1929°N, 30,2355°O | 2,2 km²      |              | (3,0 m)                   | westlich des Nyabarongo in den Sektoren Rilima und Gashora | Rumira-See aufgenommen im Februar 2003                                                                                           |
| Rwakibali-See      | Ostprovinz (Kayonza)              | -1,958°N, 30,782°O   | 3,6 km²      |              | 6 m (4,3 m)               | südlich des Ihema-Sees im Sektor Ndego | Bild gesucht |
| Rwanyakazinga-See  | Ostprovinz (Gatsibo, Nyagatare)   | -1,464°N, 30,666°O   | 19,6 km²     |              | 4,3 m (2,6 m)             | im Akagera-Nationalpark | Bild gesucht |
| Sake-See           | Ostprovinz (Ngoma)                | -2,232°N, 30,361°O   | 14,3 km²     | 1350 m       | 4,3 m (4 m)               | östlich des Nyabarongo | Sake-See |
| Shakani-See        | Ostprovinz                        | -1,8640°N, 30,7452°O |              |              |                           | im Akagera-Nationalpark nordwestlich des größeren Ihema-Sees | Bild gesucht |
| Visoke-Kratersee   | Nordprovinz (Musanze)             | -1,4611°N, 29,4869°O |              | 3711 m       |                           | Kratersee am Gipfel des Vulkans Visoke im Kinigi-Sektor | weitere Bilder |